# Monterenzio
Monterenzio (emilián nyelven Måntränz, helyi hegyvidéki nyelvjárásban Muntarènzi) település Olaszországban, Emilia-Romagna régióban, Bologna megyében. Lakosainak száma 6090 fő (2023. január 1.). Monterenzio Casalfiumanese, Castel San Pietro Terme, Firenzuola, Loiano, Ozzano dell’Emilia, Castel del Rio, Monghidoro és Pianoro községekkel határos.

## Népesség
A település lakossága az elmúlt években az alábbi módon változott:
| Lakosok száma | 6055 | 6110 | 6090 |
|               | 2017 | 2018 | 2023 |